# 王所用
王所用（1572年—？），號賓吾，河南懷慶府河內縣人，民籍，明朝政治人物。

## 生平
萬曆十六年（1588年）戊子科河南鄉試十五名舉人，三十八年（1610年）中式庚戌科會試第一百八十八名，二甲第二十五名進士。刑部觀政，授福建福寧州知州，四十年任本省同考官，四十一年調山西澤州知州，四十三年任本省同考官，四十四年留部，四十五年升兵部車駕司員外郎。升兵部郎中，天啟三年（1623年）五月升陝西布政使司右參政、分守西寧道，未赴任。六年五月起補為山西右參政。

## 家族
曾祖王瀛，教諭；祖父王問臣，廩生；父王起茂，廩生誥贈奉直大夫山西澤州知州。母劉氏（誥贈宜人）。永感下。妻何氏（誥贈宜人）；繼妻李氏（誥封宜人）。子王顯周、王滋德、王玉汝、王繩丈。